# سایتل
سایتل (انگلیسی: Sitel) شرکت فناوری اطلاعات آمریکایی است، که در سال ۱۹۸۵ تأسیس شد.